# Can González
Can González és una obra noucentista de Barcelona inclosa a l'Inventari del Patrimoni Arquitectònic de Catalunya.

## Descripció
Edifici de planta rectangular amb baixos i dos pisos. La façana de la part posterior dona a un pati arbrat i és saturada d'obertures. A la part alta destaca una gran galeria amb balustrada i terrat. A la resta de la façana s'obren finestrals i dos portals d'arc de mig punt.
El cos de l'edifici té afegits necessaris per a l'actual ús

## Història
Bastit sota mateix de l'església parroquial de Sant Genís dels Agudells, és més aviat un casalot de caràcter senyorial.
Després de la família González passà a propietat de la sra. Roca, de la Cia. Roca de Radiadors. Més tard la donà a la comunitat de Filles de la Caritat de Sant Vicenç de Paül, que actualment hi regenten una guarderia i llar de nens interns.
Durant la Guerra Civil fou requisat i habilitat com a presó pels considerats dretans.